# Tamagotchi : La Plus Belle Histoire de l'univers
 (mai 2018).
Si vous disposez d'ouvrages ou d'articles de référence ou si vous connaissez des sites web de qualité traitant du thème abordé ici, merci de compléter l'article en donnant les références utiles à sa vérifiabilité et en les liant à la section « Notes et références ».
Pour plus de détails, voir Fiche technique et Distribution.
Tamagotchi : Le film : La plus belle histoire de l'univers (titre original en japonais :  映画！ たまごっち うちゅーいちハッピーな物語！？) est un film d'animation japonais 2008 réalisé par la division Team Kamei d'OLM, basé sur la franchise numérique pour animaux de compagnie Tamagotchi créée conjointement par Bandai et WiZ. Il est réalisé par Jōji Shimura et écrit par Aya Matsui, sorti dans les salles japonaises le 20 décembre 2008, et en DVD le 26 juin 2009. Il a été publié plus tard en France le 17 février 2010.
Le film est le deuxième long métrage de Tamagotchi produit et le suivi de Tamagotchi: The Movie (titre anglais). C'est aussi une préquelle à la suite d'anime 2009 du même nom.
Un doublage anglais du film existait aux Philippines, bien que ce soit plutôt rare. Le film était également rare dans d'autres pays. Madman Entertainment, qui a fourni un doublage anglais de Tamagotchi: The Movie, avait l'intention de doubler ce film en anglais, mais le doublage a été annulé pour des raisons inconnues.

## Histoire
A l'école Tamagotchi, les enfants Tamagotchi attendent l'arrivée de la bibliothèque volante. Tout en parlant des livres, un autre jeune étudiant ajoute un commentaire grossier au collégien Mametchi. Sa sœur Chamametchi le reconnaît comme étant Kikitchi, un nouvel élève de sa classe. Mametchi explique ensuite à Kikitchi que la bibliothèque volante est un vaisseau volant qui contient des livres magiques dans lesquels les enfants sont transportés comme par magie et en font le personnage principal lorsqu'ils les lisent. À ce moment-là, l'ouïe sensible de Kikitchi capte le son du klaxon du navire. Bien que personne d'autre ne puisse l'entendre, le navire apparaît au bout d'une minute. Les frères et sœurs Otogitchi, qui s'occupent de la bibliothèque, descendent le navire et descendent un escalier que les enfants Tamagotchi gravissent avec impatience.
Dans la bibliothèque, les enfants attrapent avec impatience divers livres et les ouvrent, ce qui fait sortir divers objets. Les enfants Tamagotchi sautent ensuite dans différents livres, les faisant plonger dans l'histoire. Le thème du titre joue ensuite alors que les Tamagotchi poursuivent leurs diverses aventures au sein de leurs histoires. Seul le nouvel étudiant Kikitchi est seul.
Une fois que les enfants ont quitté leurs histoires et commencé à quitter la bibliothèque, Kikitchi entend une petite voix appelant à l'aide. Cependant, étant donné qu'il peut entendre des sons plus petits que les autres, personne d'autre ne peut l'entendre et lui dire qu'il doit entendre des choses. Kikitchi répond en glissant Makiko et Memetchi qui se disputent avec une peau de banane.
Pendant ce temps, Mametchi a une idée d'invention et il se précipite chez lui. Après plusieurs tentatives infructueuses, il réussit enfin son expérience, mais crée accidentellement une petite créature. Il explique qu'il ne s'attendait pas à ce que son expérience devienne un véritable être vivant, mais que la créature puisse absorber les sentiments des autres et les utiliser pour rendre les autres heureux. Mametchi décide d'appeler sa nouvelle créature « Hapihapitchi ».
Hapihapitchi commence à utiliser son pouvoir pour rendre les gens heureux. Elle tente d'utiliser son pouvoir sur Kikitchi, mais Kikitchi s'enfuit en criant que forcer les gens à être heureux est « un non-sens » ; déprimé par l'absence de ses parents occupés à ouvrir de nouveaux bâtiments. Au fil du temps, Mametchi commence à remarquer que beaucoup deviennent dépendants de Hapihapitchi.
A l'école, la bibliothèque volante revient. Kikitchi, qui se cache dans un coin, entend à nouveau la petite voix qui appelle à l'aide et commence à chercher la source. Hapihapitchi ressent également le malheur lié à la voix et elle commence également à en chercher la source. Alors que Kikitchi, Mametchi, Memetchi, Kuchipatchi, Chamametchi et Hapihapitchi se rencontrent, un livre s'ouvre à leurs pieds, intitulé « L'histoire la plus heureuse du monde ». Ils entrent dans le livre et remarquent que, contrairement aux autres livres magiques de la bibliothèque, ils ne deviennent pas le personnage principal. L'histoire raconte l'histoire d'un homme nommé Happy qui vivait avec son chien nommé Lucky. Parce que son nom est "Happy", il est déterminé à devenir l'homme le plus heureux du monde, alors il part en voyage, laissant derrière lui sa maison et son chien. Il devient riche et devient un héros, mais il n'est toujours pas l'homme le plus heureux du monde. Alors que les Tamagotchis suivent Happy à travers les différentes pages de l'histoire, ils remarquent que l'histoire tourne en boucle ; la fin les ramène simplement au début. Kikitchi remarque que Happy agit de la même manière que lui et il éprouve des regrets. Cependant, avant que les Tamagotchis puissent aider Happy, la cloche de l'école sonne et ils doivent quitter la bibliothèque. À l'insu de tous, Kikitchi quitte la bibliothèque, le livre avec lui.
De retour chez lui, Kikitchi se souvient avoir raconté à de nombreux enfants qu'un arbre lui avait annoncé qu'il pleuvait pendant un festival et combien d'entre eux l'avaient rejeté comme menteur en raison de son manque d'ouïe. Incapable d'attendre, Kikitchi entre dans le livre qu'il a emporté chez lui. Pendant qu'il le fait, cependant, une tornade de papier engloutit Celebria et fait que les Tamagotchi pris dans la tornade deviennent bidimensionnels. La famille de Mametchi voit le reportage à la télévision, et Chamametchi et Mametchi pensent instantanément à Kikitchi. La famille se rend ensuite aux Laboratoires Mame pour discuter du problème avec d'autres scientifiques.
Au laboratoire, l'un des scientifiques explique que la dernière page de l'histoire de Happy a été arrachée, ce qui l'empêche de terminer son histoire. Au fil du temps, le livre est devenu instable, et l'entrée de Kikitchi dans l'histoire l'a rendu suffisamment instable pour affecter le monde réel. La seule façon de sauver le monde était de demander à Otogitchi, le capitaine de la bibliothèque volante, d'écrire une nouvelle fin avec un crayon magique. Papamametchi permet à contrecœur à Mametchi et à ses amis d'entrer dans l'histoire pour sauver Kikitchi.
Mametchi et ses amis entrent dans le livre sur le bateau-bibliothèque volant et trouvent Kikitchi avec Happy. Ils tentent d'écrire plusieurs fins différentes, mais elles disparaissent toutes, ce qui signifie qu'elles ne sont pas correctes. Lorsqu'il commence à se décourager, les autres Tamagotchi commencent à lui donner des idées sur ce qui les rend heureux. L'idée de Kikitchi, c'est-à-dire quand quelqu'un lui dit « bonjour » pendant le cours, a une grande signification impact sur Happy, et il commence à avoir une idée. Malheureusement, le monde à l’intérieur de l’histoire commence à s’effondrer et le crayon magique tombe accidentellement. Grâce au pouvoir d'Hapihapitchi, Happy est entouré de souvenirs et il décide finalement de retourner chez lui tel qu'il était avant son départ. La sœur d'Otogitchi ouvre une porte et Happy l'ouvre ; soudain, le livre cesse de se désintégrer et revient à la normale. Kikitchi se rend compte que c'est Lucky qui l'appelle et est heureux que Happy soit maintenant heureux.
Soudain, Hapihapitchi s'effondre dans un champ. Mametchi explique que sans bonheur, Hapihapitchi mourrait. Hapihapitchi se lève et répand faiblement son dernier bonheur sur Kikitchi, qui regrette son agression envers elle. Happy arrive et utilise son bonheur pour sauver la vie de Hapihapitchi.
De retour dans le monde réel, les citoyens de Tamatown célèbrent le retour des héros. Les parents de Kikitchi le réconfortent en lui promettant de lui consacrer désormais plus de temps. Heureusement, Kikitchi présente ses parents à ses nouveaux amis.

## Distribution

### Voix originales
- Rie Kugimiya : Mametchi (まめっち)
- Ryōka Yuzuki : Memetchi (めめっち)
- Asami Yaguchi : Kuchipatchi (くちぱっち)
- Junko Takeuchi : Kikitchi (ききっち)
- Yūko Gibu : Chamametchi (ちゃまめっち)
- Satomi Kōrogi : Hapihapitchi (ハピハピっち)
- Daisuke Sakaguchi : Hereux (シアワセーニョ)

### Voix françaises
- Béatrice Wegnez : Chamametchi
- Raphaëlle Bruneau : Kuchipatchi
- Delphine Moriau : Memetchi, Contentino
- Stéphane Flamand : Kikitchi, Mamakitchi
- Marielle Ostrowski : Hapihapitchi, Ringotchi
- Martin Spinhayer : le narrateur, Mimizu, Kikibaba
- Frédéric Meaux : Papametchi, Lucky
- Nathalie Hons : Mamametchi
- Gauthier de Fauconval : Otogitchi
- Véronique Fyon : Miss Parfait
- Mathieu Moreau : Monsieur Flagon, Mamehakasetchi
- Fanny Roy : divers Tamagotchi